# Jordbävningen i Vrancea 1977
Jordbävningen i Vrancea 1977 inträffade fredagen den 4 mars 1977, klockan 21:20 lokal tid och kändes över hela Balkan. Den hade en magnitud på 7.2 och dess epicentrum i Vrancea (i Östra Karpaterna) hade ett djup på 94 kilometer.
Jordbävningen dödade cirka 1 578 personer, 1 424 enbart i Bukarest, och sårade över 11 300. Bland offren fanns rumänske skådespelaren Toma Caragiu och författaren Alexandru Ivasiuc. Nicolae Ceaușescu tvingades avbryta sin resa till Nigeria.
Cirka 35 000 byggnader förstördes, och den totala skadan uppskattades till ett värde av över två miljarder amerikanska dollar. De flesta skadorna var koncentrerade till Bukarest, där runt 33 stora byggnader kollapsade. De flesta av dem hade byggts för andra världskriget, och var inte renoverade. Många av de historiska byggnaderna som kollapsade återuppbyggdes inte; och istället förklarades marken till bygget av Rumäniens parlamentsbyggnad. Efter jordbävningen införde rumänska staten hårdare byggregler.
I Bulgarien blev jordbävningen känd som jordbävningen i Vrancea eller jordbävningen i Svishtov. Tre flerbostadshus i staden Svishtov (nära Zimnicea) i Bulgarien kollapsade, och dödade över 100 personer. Många andra byggnader skadades, däribland  Heliga Treenighetskyrkan. I Moldaviska SSR förstörde och skadade jordbävningen många byggnader. I Chişinău utbröt panik.

## Följder
De flesta skadorna slog till mot Bukarest, där över 33 byggnader kollapsade. Zimnicea förstördes praktiskt taget, och myndigheterna fick bygga upp från grunden. Epicentrum var beläget i sydvästra Vrancea, det mest seismiskt aktiva området i Rumänien, med ett djup på cirka 94 kilometer. Chockvågen kändes i  länderna på Balkanhalvön, samt Ukrainska SSR och Moldaviska SSR, om än med lägre intensitet. Den seismiska aktiviteten följdes av efterskalv med låg magnitud. Det starkaste kom på morgonen den 5 mars 1977, klockan 02:00 på natten, med ett djup på 109 kilometer, och dess magnitud var 4 på Richterskalan. Andra skalv överskred inte 4.3 eller 4.5 Mw.

## Kända offer
- Toma Caragiu, skådespelare
- Anatol Baconski, poet
- Alexandru Ivasiuc, författare
- Mihai Gafiţa, författare
- Corneliu M. Popescu, diktöversättare
- Alexandru Bocăneţ, filmproducent
- Doina Badea, musiker
- Savin Bratu, litteraturkritiker
- Daniela Caurea, poet
- Mihail Petroveanu, litteraturkritiker
- Veronica Porumbacu, poet
- Eliza Petrăchescu, skådespelerska
- Tudor Dumitrescu, pianist
- Ioan Siadbei, litteraturkritiker
- Mihaela Mărăcineanu, mezzo-sopran
- Liviu Popa, filmregissör
- Florin Ciorăscu, fysiker
- Tudor Stavru, stuntman
- Ana Conea, geolog
- Nicolae Vatamanu
- Viorica Vizante
- Eduard Gaman, pianist

### Fotnoter
1. ↑  ”Arkiverade kopian”. Arkiverad från originalet den 7 december 2020. https://web.archive.org/web/20201207005117/http://www.referat.ro/referate/Cutremurul_din_1977_38471.html. Läst 2 augusti 2011.
2. ↑  http://www.ziare.com/articole/cutremurul+din+1977
3. ↑  IMDb, "Sweet and Bitter" entry
4. ↑  30 de ani de la marea zguduială Arkiverad 17 januari 2010 hämtat från the Wayback Machine., Florentina Stoian, Adevărul, 3 mars 2007